# Angelo Policardi
Angelo Policardi, italijanski general, * 1888, † 1943.